# Specklinia chontalensis
Specklinia chontalensis là một loài thực vật có hoa trong họ Lan. Loài này được (A.H.Heller & A.D.Hawkes) Luer mô tả khoa học đầu tiên năm 2004.